# Barth
Barth è una città tedesca del Land Meclemburgo-Pomerania Anteriore, Appartiene al circondario (Kreis) di Pomerania Anteriore-Rügen ed è parte della comunità amministrativa (Amt) di Barth della quale è capoluogo.

## Geografia e collegamenti
Barth si affaccia sulla riva meridionale dell'omonimo Bodden, una parte della penisola Fischland-Darß-Zingst, separata dal Mar Baltico dal Boddenkette, e a est del fiume Barthe. A ovest della città si trova un grande bosco, il Barther Stadtholz. Il Glöwitzer Berg è la più elevata altura nella parte est (34,2 m s.l.m.). Sulla penisola fra il Barther Strom e il Barther Bodden vi è una zona umida denominata Kuhwiese. Un'altra zona umida si trova, in parte al di sotto del livello del mare, nella parte orientale della città, ove vi sono anche piccoli laghi.
La città dispone di un porto e di un aeroporto, l'Aeroporto Baltico di Stralsund Barth. Barth è anche collegata con una linea ferroviaria, con corse orarie dirette, fra Barth e Stralsund per Velgast e poi verso Greifswald e Usedom.
Dal 1910 fino alla seconda guerra mondiale vi era un collegamento tranviario fra Barth, Zingst e Prerow sulla penisola di Darß. Oggi è rimasto attivo solo un tratto fra Barth e Bresewitz. La strada federale B 105 passa otto chilometri a sud della città attraverso Löbnitz.

### Clima
Il clima di Barth rispecchia il clima costiero del nord del Meclemburgo. La temperatura media annua è di 8,0 °C. Le precipitazioni ammontano a un valore relativamente basso: 624 mm annui.

## Struttura cittadina
Alla città di Barth appartengono, oltre al centro stesso, le frazioni di Tannenheim, Planitz, Glöwitz und Fahrenkamp.

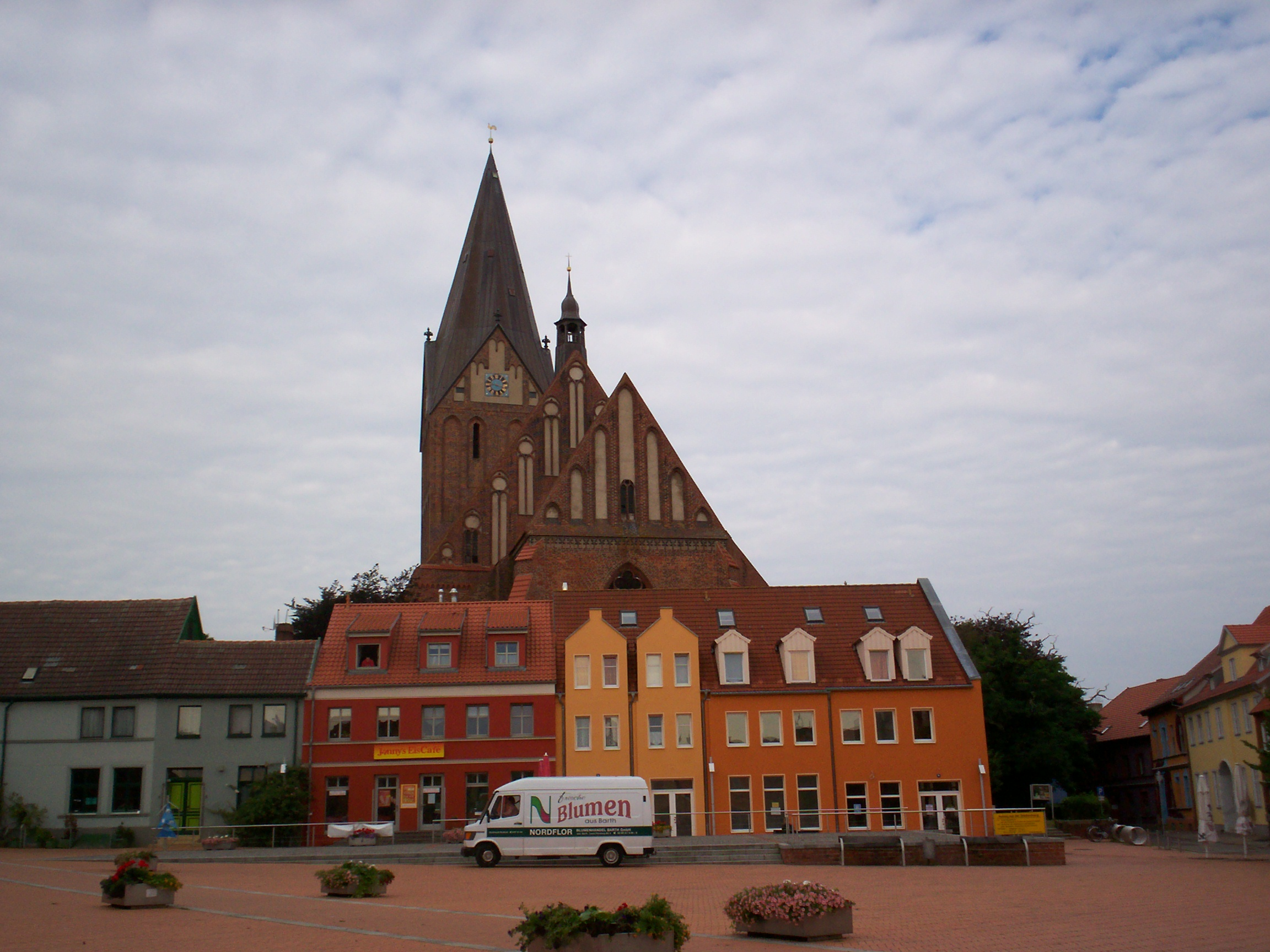
Barth

## Storia
Secondo una tesi moderna, la leggendaria città di Vineta si trovava presso Barth (Goldmann e Wermusch).

### Nome
Nel 1159 è riportato il nome provincia Barta a seguito delle battaglie contro gli slavi. Bardo significava allora nel linguaggio parlato in Pomerania o nella lingua polaba piccola altura. Nel 1256 il modo di scriverlo divenne Bard o Barth.

### Medioevo
Verosimilmente nella prima metà del XIII secolo, fra due paesi slavi di pescatori,  Dorfstelle e Trebin, sorse la sede di un mercato tedesco, al quale nel 1255 fu conferito dal principe di Rügen Jaromar II il privilegio del Diritto di Lubecca. Questo fu anche il primo, originale riconoscimento come città. Un sobborgo slavo stava proprio a sud dell'attuale stazione ferroviaria. Probabilmente esisteva anche un altro sobborgo slavo a nord-ovest della città. Questi sobborghi devono essere stati abbattuti per volontà dei cittadini di Barth. Wizlaw III, l'ultimo principe di Rügen della dinastia dei Ranen e ben noto cantore dell'amor cortese dei paesi nordici e primo poeta della Pomerania, fece erigere nel 1315 un castello in Barth ove egli stesso morì nel 1325. Così si estinse la casa regnante dei principi di Rügen. Da quel momento Barth perdette la sua importanza.  Nel 1326 Wartislaw IV fu infeudato quale duca di Pomerania da Cristoforo II di Danimarca. Negli anni successivi (dal 1325 al 1328 e dal 1340 e il 1354) la città subì le conseguenze della guerra di successione di Rügen con il Meclemburgo, con incendi e pestilenze cui si aggiunsero i fenomeni di inondazione per alta marea. I pirati Klaus Störtebeker e Gödeke Michels, presumibilmente residenti nei pressi della città, trovarono sostegno presso i duchi Barnim VI e Wartislaw VIII.

### Sovranità pomerana
Dopo la pace di Ribnitz-Damgarten del 1369, che pose termine alla guerra contro il Meclemburgo, Barth appartenne alla Pomerania. Nel 1478 il duca Boghislao X riunì nelle proprie mani le terre della Pomerania e di tanto in tanto risiedette a Barth.
Chi vi risiedette più a lungo fu il duca Boghislao XIII. Verso il 1570 iniziò con la erezione di Barth a capitale del proprio ducato (Pomerania-Barth). La vecchia corte principesca fu trasformata da lui nel 1573 in una imponente residenza rinascimentale. Boghislao fondò nel 1582 una stamperia di corte (förstlike Druckery) a Barth e promosse la costruzione di una farmacia, una manifattura di seta e un acquedotto per fornire la città di acqua potabile. L'edizione della Bibbia in lingua basso-tedesca, stampata a Barth, è la testimonianza più significativa di questo periodo. Con il trasferimento della residenza di Boghislao a Stettino, avvenuta nel 1603, terminò il periodo aureo di Barth.

### Sovranità svedese
Dopo la guerra dei trent'anni Barth appartenne alla Pomerania svedese. Tra il 1710 e il 1711 ospitò nel castello il fuggitivo re polacco Stanislao Leszczyński. Nel 1722 la località contava solo più 76 case e il castello era distrutto. Nel 1733, dopo che Federico I di Svezia concesse a Rügen la sede del "Corpo della cavalleria della Pomerania settentrionale e di Rügen", seorse al suo posto la "Fondazione delle nobildonne".
Dopo la guerra dei sette anni seguì un nuovo periodo aureo per i cantieri navali e il porto di Barth. Nel 1783 Barth possedeva 40 navi e nel 1795 contava 520 case e 3 150 abitanti. Nel 1848 erano registrate a Barth 67 navi mercantili. Nel corso degli anni la città giunse ad avere fino a sette cantieri. Anche la pesca fu una delle fonti di entrate per la città.

### Storia moderna
Barth fu per lungo tempo il centro politico del circondario Franzburg-Barth, perciò il municipio di Barth veniva sempre indicato da parte della popolazione locale come "Ufficio del Consiglio del Circondario". 
Nella seconda guerra mondiale (dal luglio del 1940) fu eretto a Barth un campo di concentramento per prigionieri di guerra alleati, nel quale furono rinchiusi fino a 9 000 prigionieri.
Nel 1943 fu eretto sul campo di aviazione militare di Barth il campo di concentramento ausiliario di quello di Ravensbrück denominato KZ Barth, ove circa 6 000 detenuti di 18 nazioni diverse furono impiegati, in condizioni disumane, come lavoratori coatti nelle fabbriche della Ernst Heinkel Flugzeugwerke.
Al tempo della Repubblica Democratica Tedesca vi furono a Barth migliaia di posti di lavoro in alcune grandi industrie come i cantieri navali VEB, le preparazione di sementi VEG, cementifici, birrerie, zuccherifici e lavorazioni del pescato.
La città dal 1994 fa parte del circondario Ribnitz-Damgarten, nel distretto di Rostock.
Dopo il cambiamento politico del 1991 il centro storico è stato restaurato, contribuendo all'attrattiva turistica della città. 
Nel 2005 Barth ha festeggiato il suo 750º anno dalla sua costituzione in città.

## Società

### Religione
A Barth vi sono numerose comunità ed edifici religiosi: la Chiesa evangelica di Santa Maria in Barth, una libera comunità evangelica, la Comunità cattolica facente riferimento alla chiesa di Santa Maria Consolatrice degli Afflitti, così come la Chiesa dei Nuovi apostoli.